# Алексеев, Павел Александрович (1836)
Павел Александрович Алексеев (1 (13) августа 1836—14 (27) июля 1906) — генерал от артиллерии, военный педагог.

## Биография
Родился 1 (13) августа 1836 года в семье отставного штабс-капитана Александра Петровича Алексеева (1791—?), в 1853 году бывшего коллежским асессором. Известно, что дед Павла Александровича, Пётр Алексеевич (1738 — до 1818), учился в Московском университете, затем служил в Санкт-Петербургском легионе, из которого вышел в отставку подпоручиком.
Учился в Михайловском Воронежском кадетском корпусе (вып. 1853) и Константиновском кадетском корпусе (1853—1856). Блестяще окончив в 1858 году Михайловскую артиллерийскую академию, он определился на должность репетитора по химии и артиллерии сначала в Константиновский, а затем в Орловский кадетский корпус. Затем занял должность офицера-воспитателя во 2-й Санкт-Петербургской военной гимназии, из которой переведён в Пажеский корпус, а затем в звании капитана — помощником инспектора классов в Николаевское кавалерийское училище. С 21 июня 1870 по 16 января 1875 года он был в звании полковника (с 17.04.1870) инспектором классов 3-го военного Александровского училища и до 23 июня 1879 года инспектором классов Пажеского корпуса. Генерал-майор с 30 августа 1879 года.
Выдающимся педагогом показал себя П. А. Алексеев и на следующем своём посту — директора Владимирской Киевской военной гимназии (кадетский корпус с 1882 года), который возглавлял в течение 1879—1897 годов. Своих воспитанников он наблюдал на уроках, за занятиями, в свободное время, на прогулках, за играми. Он знал каждого не только по фамилии, но и с его нравственной стороны; знал успехи в науках и поведение, черты характера и достоинства. Оттого и беседы его с кадетами производили на них впечатление не общих рассуждений на моральные темы, а заботливого и участливого обращения лица к лицу. Директор он был строгий, не в смысле изобретательности карательных мер, а по нравственной щепетильности, не допускающей компромиссов с совестью ради личных интересов. При этом он был строг не только к кадетам и сослуживцам, но и к самому себе. Кадеты высоко ценили его доброжелательность и справедливость, его любовь к правде и строгость к самому себе, и безбоязненно объяснялись с ним, если им казалось, что он погорячился и неправильно обвинил кого-либо в проступке.
Вместе с производством в генерал-лейтенанты 6 декабря 1897 года П. А. Алексеев был назначен состоять для особых поручений Главном управлении военно-учебных заведений сверх штата. Благодаря огромному опыту и превосходной эрудиции, он стал одним из полезнейших сотрудников в деле надёжной постановки учебно-воспитательной части во всех кадетских корпусах. При его ближайшем участии был выработан в 1903 году проект новой учебной программы курса кадетских корпусов.
Скончался 14 (27) июля 1906 года.
Был женат, имел 5 детей.

## Награды
- орден Святого Станислава 3-й степени (1863)
- орден Святой Анны 3-й ст. (1865)
- орден Святого Владимира 4-й ст. (1867)
- орден Св. Станислава 2-й ст. (1869)
- орден Св. Анны 2-й ст. (1871)
- императорская корона к ордену Св. Анны 2-й ст. (1873)
- орден Св. Владимира 3-й ст. (1876)
- орден Св. Станислава 1-й ст. (1882)
- орден Св. Анны 1-й ст. (1885)
- орден Св. Владимира 2-й ст. (1889)
- орден Белого орла (1901)
- орден Святого Александра Невского (1906)

## Рекомендуемая литература
- Симонов, Иван Семёнович Памяти Павла Александровича Алексеева : (К десятилетию со дня кончины).